# Boris Ivanovič Osipov
Boris Ivanovič Osipov (rusky Бори́с Ива́нович О́сипов; 5. prosince 1938, Jurgamyš, Kurganská oblast – 10. února 2018, Omsk) byl sovětský a ruský historik a lingvista, doktor filologie a profesor.

## Život
Boris Osipov se narodil 5. prosince roku 1938 v osadě Jurgamyš v Čeljabinské oblasti, nyní spadající do Kurganské oblasti. Pocházel z rodiny se třemi dětmi: měl bratra Anatolie a sestru Inu.
Studoval na historicko-filologické fakultě na Kurganské státní univerzitě. V roce 1958 byl z politických důvodů vyloučen z univerzity a z komunistického svazu mládeže (rusky: комсомол). Začal tedy pracovat jako reklamní umělec v kině. Roku 1961 na této univerzitě dokončil dálkové studium na historicko-filologické fakultě.V roce 1965 dokončil dálkové studium na univerzitě v Samaře se specializací na ruský jazyk. Při studiu pracoval jako učitel ve vesnických školách v Kurganské oblasti.
Po absolvování byl jedním z pedagogů poslán na katedru ruského jazyka na Barnaulskou univerzitu. V roce 1969 obhájil svoji disertační práci a stal se odborným asistentem. V roce 1974 však musel kvůli konfliktům v ruských regionech změnit místo zaměstnání. V letech 1974–1976 pracoval na Shuyaské univerzitě. V roce 1976 byl pozván na Udmurtskou univerzitu, kde pracoval jako docent a od roku 1982 jako profesor na katedře ruského jazyka. V roce 1980 na Leningradské státní univerzitě obhájil svou disertační práci.
Od roku 1986 pracoval na státní univerzitě v Omsku. V letech 1987–1992 byl děkanem filologické fakulty, od roku 1987 také vedl katedru obecné lingvistiky. Od roku 1989 byl vedoucím postgraduálního studia zaměřeného na ruský jazyk.
Byl členem Ortografické komise spadající pod Ruskou Akademii věd.
Boris Osipov zemřel po krátké nemoci 10. února v Omsku. Až do poslední chvíle přednášel na Omské univerzitě.
Je autorem mnoha monografií, vědeckých prací a několika učebnic. K roku 2018 však žádné z jeho děl nebylo přeloženo do českého jazyka.

## Publikace

### Monografie
- Istorija slitnych i razdelnych napicanij v ruskoj rukopisnoj knižnosti konca XVII – XVIII vekov, Baraul, 1968 (История слитных и раздельных написаний в русской рукописной книжности конца XVII—XVIII вв. — Барнаул, 1968.)
- Istorija ruskogo pisma (1979) - (История русского письма. — Л., 1979.)
- Istorija ruskoj orfografii i punktuacii, Novosibirsk, 1992 – (История русской орфографии и пунктуации. — Новосибирск, 1992)
- Jazyk ruských delovych pamjatnikov XV – XVIII vekov, Omsk, 1993 – (Язык русских деловых памятников XV—XVIII вв. — Омск, 1993. (в соавторстве с Р. М. Гейгером и Т. П. Рогожниковой).
- Suďby ruskogo pisma: Istorija ruskoj grafiki, orfografii i punktuacii, Omsk, 2010 - (Судьбы русского письма: История русской графики, орфографии и пунктуации. — М.-Омск, 2010.)

### Učebnice
- Chrestomatija po metodike ruskogo jazyka: Prepodavanie orfografii i punktuacii v obščeobrazovatelnych učebnych zavedenijach 1995 - (Хрестоматия по методике русского языка: Преподавание орфографии и пунктуации в общеобразовательных учебных заведениях. — М., 1995. (в соавторстве с В. Ф. Ивановой).)
- Osnovy jazykoznanija: Učebnoe pocobie dlja studentov fakultetov inostrannych jazykov i filologičeckich fakultetov, Omsk, 2017 - (Основы языкознания: Учебное пособие для студентов факультетов иностранных языков и филологических факультетов. — Омск, 2017.)